# Caso Gescartera
El caso Gescartera fue un escándalo financiero ocurrido en España en 2001, en el que desaparecieron unos 20 000 millones de pesetas –más de 120 millones de euros– y que registró más de 2000 afectados, incluyendo mutualidades públicas, fundaciones, ONG, congregaciones religiosas y empresas públicas.

## Introducción
Gescartera era una sociedad gestora de carteras (SGC) creada en 1992. En 1999, la Comisión Nacional del Mercado de Valores (CNMV) sancionó a Gescartera con una multa de carácter grave por resistirse a ser inspeccionada. La sanción, por valor de siete millones de pesetas, no se hizo pública. El 13 de julio de 2000 la CNMV autorizó su conversión en sociedad de valores.
El 14 de junio de 2001 la CNMV, presidida por Pilar Valiente, decidió intervenir Gescartera por la imposibilidad de conocer la situación económico-financiera y el destino de los fondos de sus clientes.
El fiscal consideró que durante sus nueve años de actividad, Gescartera se dedicó a realizar actividades para lucrarse defraudando a sus clientes, desviando dichos fondos hacia sociedades de constitución fraudulenta para así hacerlos suyos.
Tras la instrucción de la jueza Teresa Palacios Criado, el juicio oral comenzó el 17 de septiembre de 2007 con 14 imputados, entre ellos Antonio Camacho Friaza, presidente de la compañía, 46 acusaciones y unos 120 testigos.
La Audiencia Nacional publicó la sentencia el 27 de marzo de 2008 y condenó a 11 años de prisión –ocho por el delito de apropiación indebida y 3 por falsedad documental– al dueño de la agencia de valores Gescartera, Antonio Camacho Friaza y a 3 años a su presidenta, Pilar Giménez-Reyna, hermana del entonces secretario de Estado de Hacienda Enrique Giménez-Reyna.
En 2012, la Audiencia Nacional obliga a pagar 12,2 millones a Caja Madrid más los intereses devengados desde el día que se intervino a Gescartera.
En 2012 el Tribunal Supremo absolvió al asesor fiscal Julio Rodríguez Gil, al propietario de Asesoría y Gestión de Patrimonios (AGP) Aníbal Sardón, y dos empleados de La Caixa, José Alfonso Castro Mayoral y Miguel Carlos Prats.